# Pożyczka papierów wartościowych
Pożyczka papierów wartościowych – specyficzny rodzaj umowy pożyczki, której przedmiotem są papiery wartościowe. Stronami pożyczki są: pożyczkodawca (udzielający pożyczki) i pożyczkobiorca.

## Elementy umowy
Pożyczka papierów wartościowych to czynność prawna polegająca na udostępnieniu własnych określonych papierów wartościowych do dyspozycji pożyczkobiorcy, na czas oznaczony lub nieoznaczony, z ustaleniem obowiązku po stronie pożyczkobiorcy do zwrotu dokładnie tych samych i takiej samej liczby papierów wartościowych. Standardem jest, że taka pożyczka jest odpłatna oraz zabezpieczona. Pożyczkobiorca w wyniku zawarcia umowy pożyczki w okresie jej trwania staje się uprawnionym do papierów wartościowych, w związku z czym uprawniony jest on do wszystkich praw wynikających z ich posiadania.
Pożyczka papierów wartościowych jest wykorzystywana zazwyczaj w sytuacji krótkiej sprzedaży, tj. zapewnienia rozliczenia transakcji kupna-sprzedaży papierów wartościowych, mimo chwilowego braku zbywanych papierów wartościowych na rachunku sprzedającego.
Pożyczkodawcą papierów wartościowych (głównie akcji) jest zwykle biuro maklerskie lub bank powiernik przechowujący papiery wartościowe, np. funduszy inwestycyjnych, funduszy emerytalnych, zagranicznych inwestorów (bank powiernik pełni rolę pożyczkobiorcy od swoich klientów, udostępniającego następnie – we własnym imieniu – papiery kolejnym pożyczkobiorcom).
Pożyczka papierów wartościowych wiąże się m.in. z:
1. koniecznością ustanowienia zabezpieczenia;
2. opłatą (prowizją, wynagrodzeniem) z tytułu pożyczki dla pożyczkodawcy;
3. koniecznością zapewnienia rekompensaty dla pożyczkodawcy z tytułu utraconych korzyści, np. w przypadku otrzymania przez pożyczkobiorcę dywidendy w trakcie trwania pożyczki;
4. ustaleniem zasad postępowania w przypadku zmiany istotnych cech pożyczanego papieru wartościowego (niektóre zdarzenia na papierach emitenta mogą polegać np. na zmianie wartości nominalnej, zamianie akcji na inne, przydziale dodatkowych papierów itd.).

## Pożyczki papierów wartościowych w Polsce
W Polsce system pożyczania papierów wartościowych organizuje Krajowy Depozyt Papierów Wartościowych. Ponadto pożyczki mogą mieć miejsce między zainteresowanymi stronami bezpośrednio (np. klientem domu maklerskiego z tym domem maklerskim albo klientem banku depozytariusza z tym bankiem).
Pożyczka papierów wartościowych nie podlega podatkowi od czynności cywilnoprawnych (PCC), ponieważ pożyczki papierów wartościowych (będących prawami majątkowymi) nazwane w ustawie nie zostały w ustawie o PCC wymienione. Udzielenie pożyczki papierów wartościowych kwalifikowane jest na gruncie ustawy o VAT jako usługa finansowa, która – co do zasady – podlega zwolnieniu z podatku VAT. Analiza aspektów podatkowych pożyczki papierów wartościowych w Polsce została zaprezentowana w raporcie opracowanym na zlecenie GPW.